# Anne Gacon
Anne Gacon est une artiste peintre du XXe siècle, journaliste et correspondante de guerre, née Anne-Marie Plenet le 15 septembre 1913 à Écrouves (Meurthe-et-Moselle) et morte le 2 mai 1987 à Marseille.

## Biographie
Victor Prouvé est le professeur d'Anne Gacon à l’École des Beaux-Arts de Nancy. Puis à l'École des Beaux-Arts de Paris, elle est l'élève d'Yves Brayer,. Entre 1954 et 1962, elle expose à Paris et notamment Galerie Arlette Chabaud en 1968. Dans les années 1970, ses peintures sont accrochées au Salon des indépendants, dont elle est membre, au Salon d'automne, à la Biennale de Menton et dans des musées et collections privées aux États-Unis, Argentine, Maroc, Suisse, Syrie... Elle expose pour la première fois à Marseille galerie Jouvène en 1973,,.
Pendant la seconde guerre mondiale elle est correspondante de guerre et reçoit les honneurs à ce titre,.
Elle est également rédactrice aux Nouvelles Affiches de Marseille, bi-hebdomadaire d'informations juridiques, commerciales et économiques, aux Publications commerciales et Midi Mut.
Une rue porte son nom dans le 16e arrondissement de Marseille.

## Distinctions et honneurs
- Croix de guerre avec 4 citations dont une remise par le Maréchal Philippe Leclerc de Hautecloque.
- Médaille militaire en 1984 remise par Gaston Defferre.